# From Now On
From Now On è il primo album in studio del cantante britannico Will Young, pubblicato nel 2002.
Nel disco sono presenti diverse cover.

## Tracce
1. Evergreen – 4:13 (Jörgen Elofsson, Per Magnusson, David Kreuger)
2. Anything Is Possible – 3:41 (Cathy Dennis, Chris Braide)
3. Light My Fire – 3:28 (Jim Morrison, Ray Manzarek, John Densmore, Robby Krieger)
4. Lover Won't You Stay – 4:06 (Cathy Dennis, Guy Chambers)
5. Lovestruck – 4:42 (Cathy Dennis, Will Young)
6. The Long and Winding Road – 3:30 (John Lennon, Paul McCartney)
7. You and I – 4:06 (Mike Peden, Ed Johnson, Henry Johnson)
8. Side by Side – 4:17 (Richard Stannard, Julian Gallagher, Dave Morgan, Will Young, Simon Hale)
9. What's in Goodbye – 3:06 (Cathy Dennis, Burt Bacharach)
10. Cruel to be Kind – 4:55 (Cathy Dennis, Will Young)
11. Over You – 4:22 (Richard Stannard, Julian Gallagher, Dave Morgan, Will Young, Simon Hale)
12. From Now On – 3:42 (Richard Stannard, Julian Gallagher, Dave Morgan, Will Young)
13. Fine Line – 4:21 (Mike Peden, Ed Johnson, Henry Johnson)

## Classifiche

### Classifiche settimanali
| Classifiche (2002-03) | Posizione massima |
| --------------------- | ----------------- |
| Germania              | 62                |
| Irlanda               | 11                |
| Italia                | 22                |
| Paesi Bassi           | 23                |
| Regno Unito           | 1                 |

### Classifiche di fine anno
| Classifica (2002) | Posizione |
| ----------------- | --------- |
| Regno Unito       | 18        |